# Debbie Dunn
Debbie Dunn (née le 26 mars 1978 en Jamaïque) est une athlète jamaïcaine naturalisée américaine en 2004, spécialiste du 400 mètres.

## Carrière
Née en Jamaïque, elle effectue sa scolarité aux États-Unis, au Fairmont Heights High School puis à l'Université de Norfolk. Elle obtient la nationalité américaine en 2004.
Elle décroche sa première médaille internationale lors de la saison 2006 en se classant deuxième du relais relais 4 × 400 mètres des Championnats du monde en salle de Moscou, derrière l'équipe de Russie. Titrée sur 400 m lors des Championnats NACAC 2007, elle monte sur la troisième marche du podium du relais 4 × 400 m lors des Jeux panaméricains de Rio de Janeiro.
Deuxième du 400 mètres des Championnats des États-Unis 2009 derrière Sanya Richards, elle obtient sa qualification pour les Championnats du monde de Berlin. Elle se classe sixième de l'épreuve individuelle avec le temps de 50 s 35. Alignée par ailleurs sur relais 4 × 400 mètres, Debbie Dunn s'adjuge le titre mondial aux côtés de Allyson Felix, Lashinda Demus et Sanya Richards. L'équipe américaine établit la meilleure performance mondiale de l'année en 3 min 17 s 83 et devance finalement la Jamaïque et la Russie.  
Vainqueur de son premier titre national en salle en début de saison 2010, Debbie Dunn remporte la médaille d'or des Championnats du monde en salle de Doha, devançant la Russe Tatyana Firova et la Bulgare Vania Stambolova, puis obtient un second titre dans l'épreuve du 4 × 400 m en compagnie de DeeDee Trotter, Natasha Hastings et Allyson Felix. L'équipe américaine devance la Russie et la Jamaïque. En juin 2010 à Des Moines, l'Américaine s'adjuge son premier titre de championne des États-Unis en 49 s 64 (nouveau record personnel), devançant largement sa compatriote Francena McCorory. Troisième du classement général de la  Ligue de diamant, elle représente les Amériques lors de la première édition de la Coupe continentale, à Split. Elle se classe deuxième du 400 m derrière la Botswanaise Amantle Montsho, et s'impose par ailleurs sur 4 × 400 m aux côtés de Shericka Williams, Nickiesha Wilson et Christine Amertil.
Le 7 juin 2012, lors des Bislett Games d'Oslo, elle termine 3e du 400 mètres en 51 s 22 (SB) loin derrière Amantle Montsho (49 s 68) et Patricia Hall (50 s 71, PB).
Contrôlée positive à un stéroïde interdit lors des sélections américaines en juin, Debbie Dunn est suspendue pour deux ans de toutes compétitions,.

## Palmarès

### International
| Année | Compétition                    | Lieu           | Résultat | Épreuve   | Temps         |
| ----- | ------------------------------ | -------------- | -------- | --------- | ------------- |
| 2006  | Championnats du monde en salle | Moscou         | 2e       | 4 × 400 m |               |
| 2007  | Jeux panaméricains             | Rio de Janeiro | 8e       | 400 m     |               |
| 2007  | Jeux panaméricains             | Rio de Janeiro | 3e       | 4 × 400 m |               |
| 2007  | Championnats NACAC             | San Salvador   | 1re      | 400 m     | 52 s 68       |
| 2007  | Championnats NACAC             | San Salvador   | 1re      | 4 x 400 m | 3 min 29 s 15 |
| 2009  | Championnats du monde          | Berlin         | 6e       | 400 m     | 50 s 35       |
| 2009  | Championnats du monde          | Berlin         | 1re      | 4 × 400 m | 3 min 17 s 83 |
| 2010  | Championnats du monde en salle | Doha           | 1re      | 400 m     | 51 s 04       |
| 2010  | Championnats du monde en salle | Doha           | 1re      | 4 × 400 m | 3 min 27 s 34 |
| 2010  | Coupe continentale             | Split          | 2e       | 400 m     | 50 s 21       |
| 2010  | Coupe continentale             | Split          | 1re      | 4 × 400 m | 3 min 26 s 37 |

### National
- Championnats des États-Unis : vainqueur du 400 m en 2010
- Championnats des États-Unis  en salle : vainqueur du 400 m en 2010

## Records
- 200 m - 22 s 73  (2010)
- 400 m - 49 s 64  (2010)